# Airton Tirabassi
Airton Tirabassi (Boituva, 3 dicembre 1990) è un calciatore brasiliano, difensore del PT Prachuap.

## Carriera
Nella stagione 2017	ha giocato 5 partite nella massima serie brasiliana con l'Avaí. Inoltre, ha giocato nella seconda divisione brasiliana.

## Palmarès

### Club

#### Competizioni statali
- Campeonato Paulista Série A3: 1

Rio Branco-SP: 2012
- Campionato paulista: 1

Ituano: 2014